# Meow (mèo)
Meow (khoảng 2010 - 5 tháng 5 năm 2012), còn được gọi là mèo Meow béo phì, là một con mèo đực đã thu hút sự chú ý của quốc tế khi một nơi trú ẩn động vật công khai những nỗ lực làm giảm bớt cân nặng của nó, trong một nỗ lực để nó được chủ mới nhận nuôi. Tuy nhiên, Meow đã chết vì suy phổi hai tuần sau khi vào nơi trú ẩn của động vật, vào ngày 5 tháng 5 năm 2012. Nó là con mèo nặng nhất thế giới vào lúc chết, nặng 39,6 pound (18,0 kg).

## Cân nặng
Mèo nhà có kích thước tương tự các thành viên khác trong chi Felis, thường nặng từ 4 kg (8,8 lb) đến 5 kg (11 lb). Tuy nhiên, Meow nặng 18,0 kg (39,7 lb), khiến nó trở thành con mèo nặng nhất thế giới vào thời điểm đó, mặc dù không phải là con nặng nhất trong mọi thời đại. Himmy, một con mèo đến từ Úc, nặng 21,3 kg (46,8 pounds) chết năm 10 tuổi vào năm 1986. Sách Kỷ lục Guinness Thế giới kể từ đó đã ngừng ghi lại những thú cưng nặng nhất thế giới để ngăn chặn việc cố tình cho ăn quá mức.
Meow, là con mèo nặng nhất thế giới vào thời điểm đó, thỉnh thoảng xuất hiện trên các chương trình truyền hình ở Hoa Kỳ. Năm 2010, nó được giới thiệu trong một tập của Anderson Live, được tổ chức bởi nhân vật truyền hình người Mỹ Anderson Cooper. Meow một lần nữa được giới thiệu trên Anderson Live vào ngày 30 tháng 4 năm 2012, với Cooper mang theo con mèo béo.

## Giảm cân và tử vong
Meow đã được chuyển đến Hội bảo vệ động vật & nhân đạo Santa Fe hai tuần trước khi Meow chết vì chủ sở hữu 87 tuổi của nó không còn có thể chăm sóc nó được nữa. Tuy nhiên, Meow bắt đầu có vấn đề về hô hấp vào ngày 2 tháng 5 năm 2012. Sau khi trải qua một loạt các xét nghiệm, bao gồm siêu âm X-quang và tim, nó được cho thở oxy. Vào ngày 4 tháng 5, Meow được đưa đến bệnh viện thú y để được điều trị khẩn cấp. Bốn bác sĩ thú y đã cố gắng cứu mạng Meow, nhưng nó đã chết trong buổi chiều ngày 5 tháng 5.